# Jón Jónsson (1759–1846)
Jón Jónsson, född 1759, död 1846, var en isländsk präst. 
Jón verkade som präst i över 60 år i Eyjafjörður. Med skotten Ebenezer Hendersons hjälp stiftade han en förening, Hið islenzka evangeliska smábókafjelag, för utgivning av evangeliska småskrifter, som från 1816 årligen utgav en eller flera uppbyggelseskrifter, totalt 67 små böcker innan hans död; de flesta av dessa var översättningar.